# Jagath Balasuriya
Jagath Balasuriya (* 21. November 1940) ist ein sri-lankischer Politiker der United People’s Freedom Alliance (UPFA).

## Leben
Balasuriya kandidierte bei der Wahl 1977 im Wahlkreis Galigamuwa erstmals für einen Sitz im Parlament, erlitt jedoch eine Wahlniederlage. 1979 wurde er Bürgermeister von Kegalle und war später bis 1989 Mitglied des Provinzrates der Provinz Sabaragamuwa sowie zugleich dortiger Oppositionsführer. Bei der Wahl 1989 wurde er zum Mitglied des Parlaments gewählt und vertrat in diesem bis zur Wahl am 10. Oktober 2000 den Wahlkreis Kegalle. Am 27. August 2003 löste er G. M. S. Samaraweera als Gouverneur der Nord-Zentralprovinz ab und bekleidete dieses Amt bis zum 13. November 2006, woraufhin Karunarathna Divulgane seine Nachfolge antrat. Nach dem Tod von Monty Gopallawa am 26. September 2005 fungierte er zudem bis zu seiner Ablösung durch Tikiri Kobbekaduwa am 16. Dezember 2005 zugleich als kommissarischer Gouverneur der Zentralprovinz.
Bei der Wahl am 8. und 20. April 2010 wurde Balasuriya erneut zum Mitglied des Parlaments gewählt, dem er nunmehr bis zur Wahl am 17. August 2015 an. Er war zwischen April 2010 und Januar 2015 Minister für nationales Erbe in der Regierung von Premierminister D. M. Jayaratne.
Balasuriya ist mit Kumari Balasuriya verheiratet, die zwischen 2006 und 2015 Gouverneurin der Südprovinz war.